# Associazione Calcio Femminile Giugliano Campania
L'Associazione Calcio Femminile Giugliano Campania era una società calcistica femminile con sede a Giugliano in Campania fondata nel 1977.

## Storia

### La nascita
Lo Sporting Club Giugliano  nasce nel 1977 su iniziativa dell'ex calciatore Armando Russo, assumendo per motivi di sponsor la denominazione Sporting Club Dressy Giugliano ed iscrivendosi in Serie C. Dopo due stagioni, le gialloblu vincono il campionato e conquistano la Serie B e dopo due anni in cadetteria approdano in Serie A nel 1981.

### La Serie A
Con l'approdo in massima serie, la società rinnova: come nuovo sponsor arriva l'Hotel Castelsarda di Castellabate, che va a sostituire nella denominazione lo storico sponsor Dressy. Michele Ciccarelli, nominato nuovo presidente, porta a Giugliano giocatrici blasonate come Mariella Virgilio ed Anna Maria Bernabè (prese dall'Alaska Lecce che quell'anno vincerà lo scudetto), Ivana Masella e la scozzese Mary Carey Anderson. In panchina, dopo quattro anni, viene sostituito lo stesso Armando Russo, fondatore e tecnico artefice della doppia promozione, e viene chiamato il responsabile del settore giovanile del Giugliano maschile, Di Gennaro, che conquista subito il 7º posto in Serie A. L'anno successivo vede il ritorno di Armando Russo in panchina e la contemporanea perdita dello sponsor, ma i risultati non cambiano, e la squadra chiude nuovamente al 7º posto. Negli anni successivi il sodalizio giuglianese lancia le basi per imporsi a lungo termine nel calcio femminile, pur non muovendosi dal centro classifica, ma radicandosi sempre più sul territorio.

### L'epoca d'oro
Alla vigilia del campionato 1985-1986 iniziano ad arrivare i primi frutti del lavoro svolto negli anni precedenti: Emilio Buompane, già presidente del Rifo Sud Marcianise di calcio maschile, diventa il nuovo presidente gialloblu, e porta a Giugliano nomi importanti nel panorama femminile, conquistando al primo anno di presidenza un 3º posto che è solo il preludio all'epoca d'oro vera e propria. Entra in società il gruppo "Gran Bazar", e la nuova denominazione diventa Associazione Calcio Femminile G.B. Giugliano Campania. Nel 1987 diventa presidente Anna Rosaria Tagliaferro, ed in contemporanea arrivano Elisabetta Secci, Ernesta Venuto, Fabiana Correra ed altri nomi di spicco: il Giugliano lotta ma non va oltre un nuovo 3º posto, l'ultimo, prima di due anni di trionfi.
Nella stagione 1988-1989, il Giugliano compie l'impresa del double vincendo scudetto e coppa Italia, travolgendo le blasonate squadre del centro-nord e chiudendo con cinque punti di vantaggio sulla Reggiana, frutto di 24 vittorie, 3 pareggi ed 1 sola sconfitta. In Coppa Italia, nella finalissima di San Benedetto del Tronto, è ancora la Reggiana a cedere, ai calci di rigore, per un double che fino ad allora non era riuscito a nessuna squadra del Meridione.
L'anno successivo, il Giugliano chiude al 2º posto dietro la Reggiana di una scatenata Carolina Morace, ma conquistando la seconda Coppa Italia, battendo a Trani per 2-1 l'A.C.F. Milan 82.

### Lo scioglimento
All'inizio della stagione 1990-1991, lo sponsor Gran Bazar, che era subentrato nel 1986 garantendo la solidità economica necessaria per la nascita del "progetto Giugliano", decide di abbandonare la società. Senza più sponsor, il Giugliano non riesce ad iscriversi al campionato e dopo 13 anni di attività è costretto a sciogliersi.

## Calciatrici
- Roberta Alfieri
- Mary Carey Anderson
- Elena Biondi
- Kristín Briem[3]
- Antonella Carta
- Concepción Sánchez Freire
- Fabiana Correra
- Anna Maria Migliaccio

- Ivana Masella
- Anna Maria Bernabè
- Barbara Nardi
- Eva Russo
- Guðrún Sæmundsdóttir[3]
- Bryndís Valsdóttir[3]
- Ernesta Venuto
- Christine V. Jackson

- Asia Starace

## Palmarès

### Competizioni nazionali
- Campionato italiano: 1

1988-1989
- Coppa Italia: 2

1988-1989, 1989-1990

### Altri piazzamenti
- Campionato italiano:

Secondo posto: 1989-1990
Terzo posto: 1985-1986, 1987-1988